# Ardain de Tournus
Saint Ardain de Tournus est un moine et un abbé du XIe siècle. Il fut élu abbé de l'abbaye Saint-Philibert de Tournus. C'est le seul abbé de Tournus qui ait été canonisé.

## Biographie
En 1028, Ardain fut élu treizième abbé de Tournus, succédant à Bernier.
Il modifia le projet de reconstruction de l'abbatiale décidé par son prédécesseur, faisant entreprendre le narthex ainsi que la chapelle supérieure, dédiée à saint Michel.
Son abbatiat s'acheva en 1056. L'abbé Guillaume Ier (1056-1064) lui succéda.
En 1140 eut lieu la translation de ses reliques dans l'église de l'abbaye.
Ses reliques furent détruites par les Huguenots lors des guerres de Religion (elles furent brûlées).
Le cloître de l'abbaye de Tournus, dénommé cloître Saint-Ardain, porte son nom. Une chapelle du transept est par ailleurs placée sous son vocable.

## Galerie

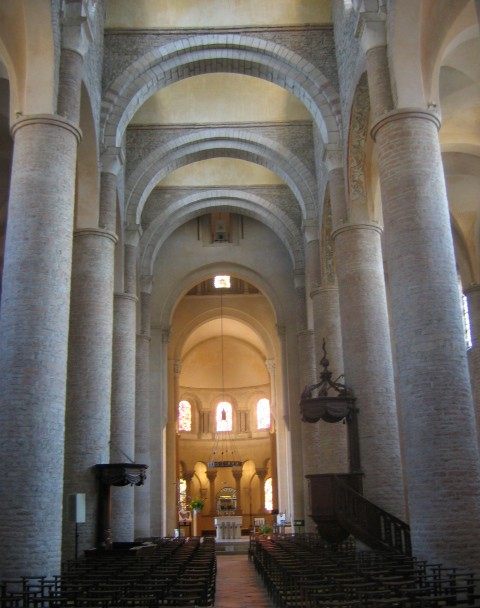
La nef de l'abbatiale Saint-Philibert de Tournus.